# Hermann Claasen

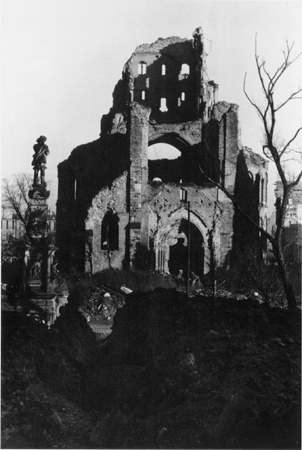
Köln 1946/47, zerstörter Altermarkt und Ruine Groß St. Martin

Hermann Claasen (* 20. Dezember 1899 in Köln; † 19. Dezember 1987 ebenda) war ein deutscher Fotograf.

## Leben
Claasens erste Fotografien entstanden bereits vor dem Ersten Weltkrieg. Hierzu benutzte er eine aus einer Zigarrenkiste und Brillenglas selbst gebaute Kamera. Die fotografischen Kenntnisse hierzu erwarb er autodidaktisch. Erste Einkünfte erzielte er, nachdem das elterliche Geschäft, in dem er mitarbeitete, unter der Weltwirtschaftskrise Ende der 1920er Jahre litt, durch Fotografien des zugefrorenen Rheins in St. Goar. In den 1930er Jahren arbeitete er als Porträt- und Werbefotograf, ab den 1930er Jahren entstanden die ersten Farbfotografien. 1942 heiratete er die aus Köln stammende Fotografin Ria Dietz.

## Werk
Nach dem Zweiten Weltkrieg wurde Claasen durch seine Trümmerfotografien des zerstörten Kölns bekannt. Sein Œuvre umfasst jedoch ausweislich seines umfassenden Werkverzeichnisses weit mehr. Claasen war vor dem Ersten Weltkrieg stark von den malerischen Beispielen der deutschen Fotografie beeinflusst. Als freiberuflicher Fotograf arbeitete er für viele Auftraggeber, weshalb gute Beispiele für Porträts und Werbung zu seinem Nachlass gehören.
Neben seiner Dokumentation des zerstörten Rheinlandes setzte sich Claasen konsequent mit aktuellen Strömungen der Nachkriegsfotografie, aber auch mit den im Ausland vorangeschrittenen Entwicklungen der modernen Kunst auseinander und beteiligte sich an vielen Ausstellungen.
Titel der Einzelbände des Werkverzeichnisses sind: Trümmer, Experiment, Werbung, Portrait und Das Frühwerk. Mit dieser fünfbändigen Darstellung liegt das umfassendste Werkverzeichnis eines deutschen Fotografen vor. Die Vielfalt und die Qualität seiner fotografischen Arbeiten weisen ihn als einen der interessanten deutschen Fotografen des vergangenen Jahrhunderts aus.

## Auszeichnungen und Ehrungen
- 1953: Mitglied der Deutschen Gesellschaft für Photographie
- 1953 Mitglied der Gesellschaft deutscher Lichtbildner

## Ausstellungen
Quelle: Goethe-Institut: Art Photography in Germany after 1945

### Einzelausstellungen
- 1947: Tragödie einer Stadt, Ausstellung von Trümmerfotografien
- 1950: Photokina
- 1995:  Galerie ON, Köln
- 1999:  Kölnisches Stadtmuseum, Köln
- 2003:  Louisiana Museum of Modern Art, Humlebæk
- 2003:  Galeria Helga de Alvear, Madrid

### Gemeinsame Ausstellungen
- 1997: Deutsche Fotografie – Der Einfluss eines Mediums 1870 -1970, Kunst- und Ausstellungshalle der Bundesrepublik Deutschland, Bonn
- 2000: Augenblick und Endlichkeit, Museum Ludwig, Köln
- 2001: Aspekte – Von der Kunstfotografie der Jahrhundertwende zur Subjektiven Fotografie der fünfziger Jahre, Rathausgalerie, Brühl
- 2002: Subjektive Fotografie, Saarlouis / Kuala Lumpur u. a.
- 2003: Dreams and Conflicts, La Biennale di Venezia, Venedig
- 2003: Photographische Diptychen, Edition Schellmann, München
- 2003: Neo Rauch und Europäische Gegenwartskunst, Ludwig Forum für Internationale Kunst, Aachen
- 2003: Berlin-Moskau Moskau-Berlin 1950-2000, Martin-Gropius-Bau, Berlin
- 2003: Fondazione Sandretto Re Rebaudengo, Turin
- 2003: Bonobos, Niels Borch Jensen, Berlin
- 2004: Doppelausstellung mit Brigitte March Stuttgart, Stuttgart